# Des yeux dans la nuit
Des yeux dans la nuit (Claire) est un téléfilm américain réalisé par Stephen Bridgewater, diffusé le 11 août 2007 sur Hallmark Channel.

## Synopsis
Claire décide d'accepter l'invitation de Jack de vivre chez lui, en compagnie de ses deux filles. Elle est rapidement prise d'étranges rêves. Refusant de céder à la panique, elle préfère demeurer aussi sereine que possible. Mais lorsque Jack meurt en mer, Claire regrette de ne pas avoir davantage écouté ses terribles visions. La police conclut à un accident. Ben et Marty comprennent que la jeune femme avait pressenti quelque chose. Lorsque deux nouveaux mystérieux décès surviennent, les autorités reprennent l'affaire en main, avec l'aide du shérif retraité Harry et des rêves de Claire.

## Fiche technique
- Titre original : Claire
- Réalisation : Stephen Bridgewater
- Scénario : J.C. Belmont
- Photographie : Brian Shanley
- Musique : Roger Bellon
- Pays : États-Unis
- Durée : 78 minutes

## Distribution
- Valerie Bertinelli (VF : Véronique Alycia) : Claire Bannion
- Sasha Pieterse : Maggie Bannion
- Ray Baker : Shérif Birch
- Peter Jason : Harry Bannion
- Emma Prescott : Helen Bannion
- Micole Mercurio (en) : Bunny Holden
- Frederic Lehne : Ben Goodrow
- Kirk B. R. Woller (en) : Marty Kendall
- Gwen McGee : Adjoint Ryan
- Todd Allen (en) : Jack
- Drew Seeley : Bobby Mills